# Ceratitis paracolae
Ceratitis paracolae är en tvåvingeart som beskrevs av Meyer och Amnon Freidberg 2006. Ceratitis paracolae ingår i släktet Ceratitis och familjen borrflugor.
Artens utbredningsområde är Kamerun. Inga underarter finns listade i Catalogue of Life.